# Inundatie (1621)
De inundatie van 1621 vond plaats na het Twaalfjarig Bestand in een beperkt deel van West-Zeeuws-Vlaanderen.
Deze inundatie werd door de Staatsen uitgevoerd omdat militaire middelen tekortschoten om de Spaanse troepen tegen te houden.
Gebieden die tijdens het Twaalfjarig Bestand waren bedijkt liepen weer onder. Dit vond met name plaats in het land van Aardenburg, en langs de Passageule-Linie. De noordelijke delen van West-Zeeuws-Vlaanderen hoefden in het algemeen niet weer onder water worden gezet. De inundatie was veel minder ingrijpend dan de inundatie van 1583, aangezien zelfs in het getroffen gebied in het algemeen nog geen sprake was van een volledige inpoldering, doch meer van enkele incidentele droogleggingen.
In Oost-Zeeuws-Vlaanderen hoefde niet geïnundeerd te worden omdat de Staatse gebieden, zoals Axel en Terneuzen al op een eiland lagen.